# Стёпин, Виктор Александрович
Ви́ктор Алекса́ндрович Стёпин (1919—2007) — полковник Советской Армии, участник Великой Отечественной войны, Герой Советского Союза (1944).

## Биография
Виктор Стёпин родился 9 февраля 1919 года в городе Рославле (ныне — Смоленская область). После окончания девяти классов школы год учился в Ленинградском военно-морском училище, однако по состоянию здоровья был вынужден уйти из него, работал в судоремонтных мастерских в Поти. В октябре 1939 года Стёпин был призван на службу в Рабоче-крестьянскую Красную Армию. С сентября 1941 года — на фронтах Великой Отечественной войны. Принимал участие в боях на Юго-Западном, Сталинградском. Воронежском, 1-м Прибалтийском фронтах, был легко ранен.
К июню 1944 года гвардии ефрейтор Виктор Стёпин был старшим разведчиком-наблюдателем 138-го гвардейского артиллерийского полка 67-й гвардейской стрелковой дивизии 6-й гвардейской армии 1-го Прибалтийского фронта. Отличился во время форсирования Западной Двины. 23 июня 1944 года Стёпин вместе с разведгруппой обнаружил и сообщил координаты 16 важных объектов немецкой обороны. Во время наступления он одним из первых переправился через Западную Двину в районе деревни Буй Бешенковичского района Витебской области Белорусской ССР и принял активное участие в боях за захват и удержание плацдарма на её западном берегу.
Указом Президиума Верховного Совета СССР от 22 июля 1944 года гвардии ефрейтор Виктор Стёпин был удостоен высокого звания Героя Советского Союза с вручением ордена Ленина и медали «Золотая Звезда».
После окончания войны Стёпин продолжил службу в Советской Армии. В 1947 году он окончил Челябинское танко-техническое училище, в 1954 году — Центральные бронетанковые курсы усовершенствования офицерского состава. В 1974 году в звании полковника Стёпин был уволен в запас. Проживал в Магадане. В декабре 2007 года совершил в поездку в родной город, где и умер 11 декабря. Похоронен на рославльском кладбище № 2.
Был также награждён орденом Отечественной войны 1-й степени, двумя орденами Красной Звезды, рядом медалей.